# El concierto (Vermeer)
El concierto, también conocido como Concierto a tres, es una pintura de Johannes Vermeer datada a mediados de la década de 1660. Propiedad del Museo Isabella Stewart Gardner de Boston, la obra fue robada en 1990, permaneciendo desde entonces en paradero desconocido.

## Historia
Pese a que la pintura ha sido estilísticamente datada a mediados de los años 1660, la primera referencia de la misma data de 1780. El cuadro fue adquirido por Isabella Stewart Gardner en una subasta en París en 1892 por un valor de $ 5.000, siendo posteriormente expuesto en el Museo Isabella Stewart Gardner. 
La noche del 18 de marzo de 1990, varios ladrones disfrazados de policías robaron un total de trece obras de arte del museo, entre ellas El Concierto. En paradero desconocido desde entonces, esta pintura está considerada como la obra de arte robada más valiosa, con un valor estimado en más de $ 200.000.000.

## Composición
La pintura muestra a tres músicos: una mujer joven sentada ante un clave, un hombre tocando un laúd, y una mujer cantando. La parte superior del clave está decorada con un paisaje arcadiano, el cual aporta colores brillantes en contraste con las dos pinturas situadas a ambos lados en la parte superior de la obra. Una viola da gamba se halla situada en el suelo. La ropa de los músicos y el espacio en el que se encuentran permiten identificarlos como miembros de la alta burguesía. De hecho, el hombre porta un cinturón y una espada. Pese a su simplicidad, el suelo de mármol blanco y negro sugiere un ambiente lujoso y exclusivo.
Respecto a los dos cuadros situados al fondo, el de la derecha se titula La alcahueta, obra de Dirck van Baburen perteneciente a la suegra de Vermeer, Maria Thins. Esta obra aparece también en otra pintura de Vermeer, Mujer sentada tocando la espineta, realizada aproximadamente seis años después de El Concierto. Por su parte, la pintura de la izquierda muestra un salvaje entorno pastoral. La música, como símbolo, en la obra de Vermeer en ocasiones poseía connotaciones amorosas y ligadas a la seducción, si bien en este caso dichas connotaciones resultan ambiguas. A pesar de la presencia de la obra de Baburen, cargada de una sexualidad exuberante, su función en esta pintura probablemente es la de aportar un mero contraste con la situación doméstica representada. Del mismo modo, las tranquilas escenas mostradas en el clave contrastan a su vez con el salvaje paisaje mostrado en la pintura de la parte superior izquierda.